# Blaze of Glory (single)
Blaze of Glory is een nummer van de Amerikaanse rockzanger en muzikant Jon Bon Jovi, bekend als leadzanger van de rockband Bon Jovi. Het is de eerste single van zijn eerste gelijknamige soloalbum uit 1990.
Jon Bon Jovi heeft het nummer opgenomen voor de film "Young Guns II". Als eerste solonummer dat Jon uitbrengt, sloeg het nummer al meteen in veel landen aan. In de Amerikaanse Billboard Hot 100 wist het de nummer 1-positie te behalen. In de Nederlandse Top 40 haalde het nummer een bescheiden 18e positie, en in de Vlaamse Radio 2 Top 30 haalde het de 13e positie.